# Port of Portland (Oregon)

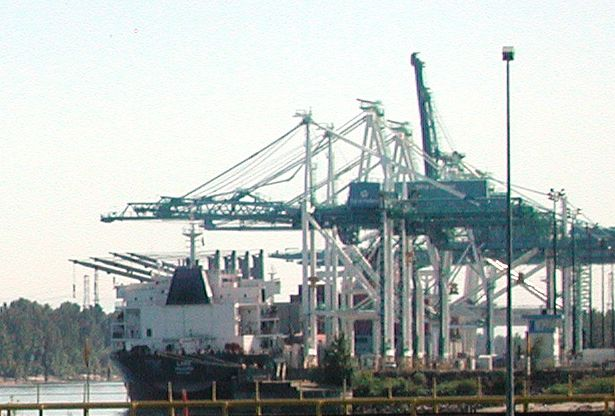
Port of Portland

Port of Portland är en hamn i Portland i Oregon i USA, belägen i samma hamnområde som ansvarar för Portland International Airport, flygtrafiken i allmänhet, och sjöfarten i Portlands storstadsområde.
Hamnen skapades efter beslut i Oregons lagstiftande församling 1891. Nuvarande hamndistrikt skapades under 1970 års sammanträde, då den ursprungliga hamnmyndigheten slogs samman med "Portland Commission of Public Docks", en myndighet skapad 1910.

### Fotnoter
1. ↑  Baker, Frank C. (1891). ”Special Laws”. The Laws of Oregon, and the Resolutions and Memorials of the Sixteenth Regular Session of the Legislative Assembly Thereof (Salem, Oregon: State Printer):  sid. 791. http://books.google.com/?id=Yr2wAAAAIAAJ&dq=oregon%20legislature%20hillsboro%20incorporation&pg=PA791.
2. ↑  Carl Abbott. Port of Portland (Oregon) på Oregon Encyclopedia